# Joakim Reiter

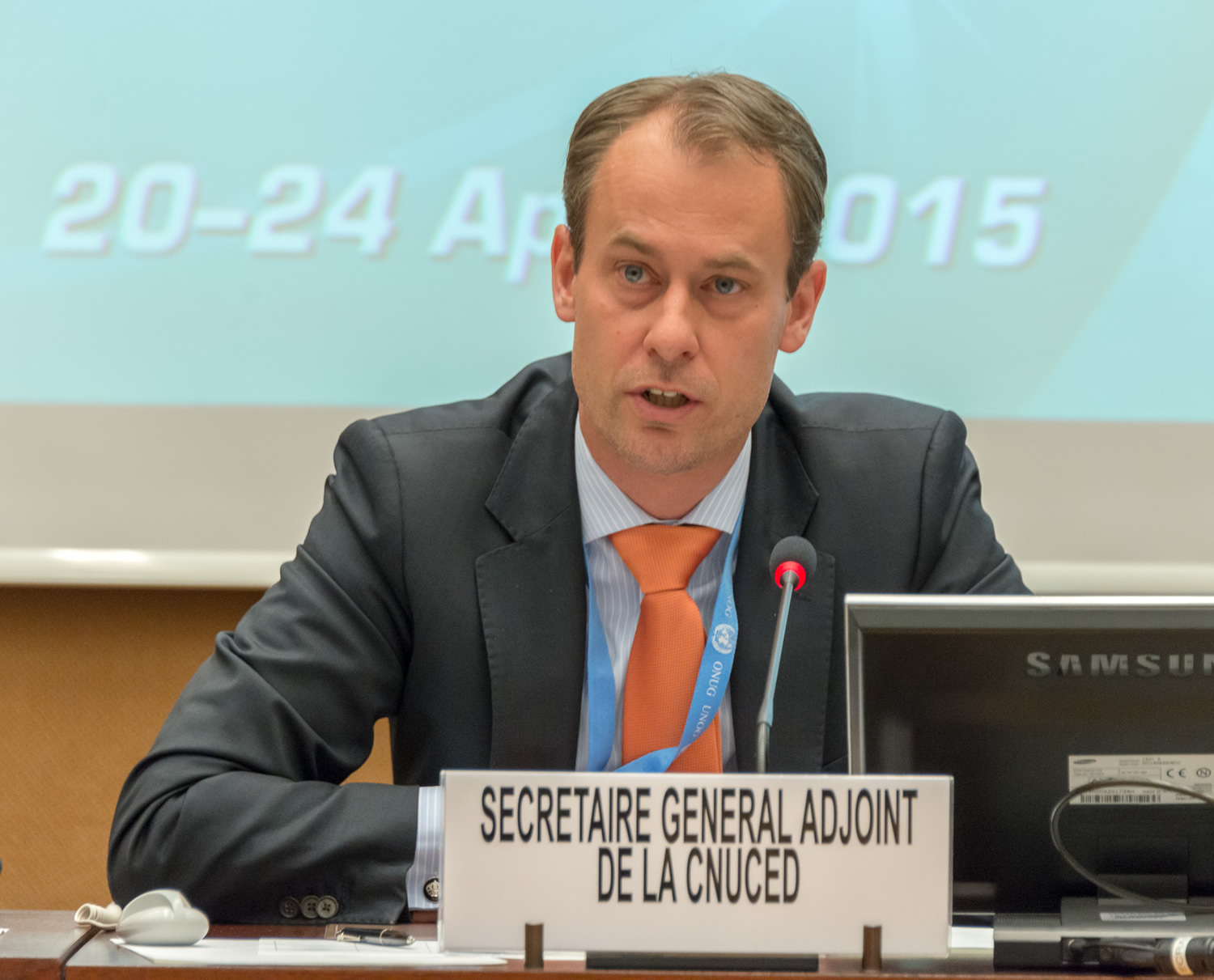
Joakim Reiter (2015)

Joakim Reiter (* 1974 in Schweden) ist ein schwedischer Diplomat.

## Leben
Reiter wurde 1974 in Schweden geboren. Er hat einen Master of Science der London School of Economics und einen Master of Arts der Universität Lund.
Im Laufe seiner Karriere seit seinem Studium war er für das schwedische Außenministerium und Industrieministerium tätig. Im Jahr 2004 begann er dann in der Generaldirektion Handel der Europäischen Kommission zu arbeiten, was er bis 2008 blieb, wo er dann Berater und Vorsitzender der Handelsabteilung in Schwedens Vertretung bei der Europäischen Union in Belgien wurde.
Dies blieb er drei Jahre, bis er im Jahr 2011 Ständiger Vertreter Schwedens bei der Welthandelsorganisation wurde. Dies blieb er drei Jahre bis 2014, wo er dann zum stellvertretenden Generaldirektor im Außenministerium für internationale Handelspolitik wurde. Im Jahr 2015 ernannte in der Generalsekretär der Vereinten Nationen, Ban Ki-Moon, zum stellvertretenden Generalsekretär von UNCTAD.
Er ist verheiratet und hat zwei Kinder.